# Goldmanella
Goldmanella là một chi thực vật có hoa trong họ Cúc (Asteraceae).

## Loài
Chi Goldmanella gồm các loài: